# 曾愷芯
曾愷芯（1964年5月20日—），臺中市立臺中第一高級中等學校（臺中一中）生物教師，也是該校自1915年創校以來第一位跨性別教師，已於2018年6月30日退休。曾愷芯在2015年7月進行性別重置手術，並因為其跨性別身分而受到媒體關注。

## 生平

### 早年经历
曾愷芯原名曾國昌，出生於新竹。父亲為罐頭工廠的主管，母親是家庭主婦，曾國昌是家中長子，下有三位弟妹。他表示自己在就讀國小時就希望能成為女性，並厭惡自己的男性性器官，以及因青春期到來而日益顯著的男性性徵。由于他身為家中長子，且認為當時對跨性別的報導都是負面的，便不敢讓人知道這項秘密，並因此都以男性打扮示人。彼時的他也排斥拍照，並對如廁有所顧慮。之後他進入國立新竹高級中學、國立台灣大學動物學系就讀，畢業後因天生患有嚴重的散光而免服兵役。

### 教職期间
曾國昌在臺中市私立明道高級中學任教期間，曾嘗試塗指甲油到校，沒過多久便被耳聞此事的副校長約談；沒有辦法再擦指甲油的他改為吃女性荷爾蒙約半年，在認識了女友後便停止服藥。後來曾國昌與該女分手並透過網路交友結識了新對象，一名陳姓的音樂教師，兩人在2007年結婚。在曾國昌的妻子罹患乳癌後，他原本打算在妻子的病情好轉後向她坦白，以免衝擊病情，不料其妻在2013年12月逝世。由於兩人並無子嗣，這也讓他沒有後顧之憂。
從2014年年中開始，他到戶政事務所更改了姓名，并逐漸以女性化的穿著到學校授課，從服裝、髮型、妝容開始逐步改變；這樣的變化立刻就被其它女教師發現，還一度被認為是因為難忍喪偶之痛而穿起亡妻的衣服。在向其它同事出櫃後，他開始思考如何面對其它教師和學生，並做好了申請退休的最壞打算。在向更多教師和學生說明自己的情況後，他獲得了諸多支持與關懷，也有些學生主動向其它班級的學生解釋。時任臺中一中校長陳木柱表示會尊重他的決定，眾人應該為曾愷芯的勇敢送上鼓勵，而他也是生命教育及性別平等教育的活教材。曾愷芯的同事藍秀茹在接受採訪時提到，臺中一中是一個友善、多元的環境，儘管不太可能獲得所有人的支持，但多數人都給予曾老師很大的支持；另一名同事龔雍任認為，曾愷芯的行為對學生是很好的示範，而學校友善地對待她，正宣示了學校對多元性別的立場。另外，學校也為此在曾愷芯所屬的辦公室的樓層設置一間性別友善廁所。

### 性别手术后
2015年8月14日下午，曾愷芯進入手術房進行性別重置手術，在術後復原的期間，他將自己在Facebook個人資料上的出生日期改為1964年8月14日，象徵自己獲得新生。同年9月18日，曾愷芯換得了新身分證，其中性別欄位已改為女性，而性別碼也做了相應的變更。他透過Facebook公開這項消息後，獲得廣泛的支持，而他也成為臺中一中創校百年來首位公開的跨性別教師。不過曾愷芯也表示自己的母親自始都無法諒解，而他的表妹和外甥女則認為，曾愷芯在獲得女性身分後更為自在且開朗，不像以前一樣壓抑。在他進行手術的事情登上新聞後，臺中一中的所有輔導老師做好了接到大量來電的準備，結果當日只有兩通電話與該事有關。同年，他推出自傳《讓心中的女孩走出來——我是曾愷芯》，講述自己的心路歷程。之後，曾愷芯在受訪時表示過去的自己有太多顧慮，應該早十年進行手術。2018年7月，曾愷芯卸下教職，並與友人籌劃創業事宜。

#### 社会活动
在向社會大眾公開自己的跨性別傾向、進行手術的事蹟見報後，曾愷芯也開始積極參與LGBT相關活動或社會運動，包括：
- 在臺中一中舉辦的美術節中身穿婚紗。[1]
- 參與2015年的高雄同志遊行。[17][18]
- 赴國立政治大學、大葉大學演講。[19][20]
- 在歌手蔡依林的LGBT題材紀錄短片《不一樣又怎樣》中登場[21]，並受邀觀看蔡依林的「Play世界巡迴演唱會」。[13][11]
- 呼籲眾人在2018年中華民國全國性公民投票中支持婚姻平權和性別平等教育。[22]

## 外部連結
- 曾愷芯的Facebook專頁